# آق‌آستانه بابا
آق آستانا بابا (انگلیسی: Ak Astana-Baba) مقبره‌ای در استان سرخان‌دریا ازبکستان و جزء میراث جهانی یونسکو است.